# Unionens Arbetslöshetskassa
Unionens arbetslöshetskassa är den arbetslöshetskassa som omfattar bland annat tjänstemän i den privata sektorn, kulturarbetare och personer inom apoteks- och läkemedelsverksamhet. Unionens arbetslöshetskassa är en ekonomisk förening och därmed en egen juridisk person. Unionens arbetslöshetskassa är ingen myndighet men bedriver myndighetsutövning när beslut fattas i ersättningsärenden och i ärenden om in- och utträden. Unionens arbetslöshetskassas arbete granskas av tillsynsmyndigheten Inspektionen för arbetslöshetsförsäkringen, IAF .

## Bildades 2008
Unionens arbetslöshetskassa bildades den 1 januari 2008 genom ett samgående av Sifs och HTF:s arbetslöshetskassor. Den 1 januari 2012 slogs Teaterverksammas a-kassa samman med oss, den 1 januari 2014 blev Farmacitjänstemännens a-kassa en del av vår organisation och den 1 januari 2019 blev även Svensk handels a-kassa en del av Unionens a-kassa. Den 1 september samma år slogs Skogs- lantbrukstjänstemännens a-kassa samman med oss.

## Uppgift
Unionens arbetslöshetskassas uppgift är att betala ut arbetslöshetsersättning till medlemmar vid arbetslöshet i enlighet med bestämmelserna i lag (1997:238) om arbetslöshetsförsäkring, ALF. Arbetslöshetsförsäkringen kompenserar för viss del av inkomstbortfallet vid arbetslöshet. Verksamheten bedrivs i enlighet med lag (1997:239) om arbetslöshetskassor, LAK och Unionens arbetslöshetskassas stadgar.

## Organisation
Unionens arbetslöshetskassa har kontor i Stockholm, Malmö och Örebro. Verksamheten leds av en kassaföreståndare som utses av styrelsen, som i sin tur väljs av arbetslöshetskassans föreningsstämma.
Organisationsnummer: 802005-4840

## Verksamhetsområde
Unionens arbetslöshetskassas verksamhetsområde är begränsat till:
Personer som inom Sverige är verksamma i de teknik- och kunskapsbaserade sektorerna av 
arbetsmarknaden, samt tjänstemän som inom Sverige är verksamma vid företag och organisationer 
inom handel, transport, ideella organisationer och övrig servicenäring jämte dessa närstående 
områden. 
Tjänstemän och egenföretagare som är verksamma inom skogs, lantbruk och miljöområdet.
Personer som är verksamma inom svensk scenkonst, film, radio, television och därmed jämförlig verksamhet samt till musiker och korister verksamma i svenska symfoniorkestrar, 
kammarensembler, musikteatrar, teaterföretag, statlig och regional musikverksamhet samt radio 
och television.
Artister, musiker, och korister skall ha genomgått statlig teater- eller musikhögskola eller ha annan 
jämförbar utbildning alternativt verksamhet som styrelsen bedömer som likvärdig.
Personer som är verksamma inom apoteks- och läkemedelsverksamhet såsom försäljning, både 
på apotek och i annan näringsverksamhet, distribution, framställning och tillverkning samt lokalvård. Vidare inom Sverige verksamma inom forskning vid universitet, högskolor och hos 
läkemedelstillverkare eller med dessa närstående verksamheter. 
Företagare, företagsledare, ägare och delägare inom detalj- och grossisthandel samt service, 
tillverkning, tjänster, jordbruk, skogsbruk, jakt, gruvor och mineralutvinning. Rätt att bli medlem 
tillkommer även företagares make eller maka och övriga familjemedlemmar som deltar i 
verksamheten samt inom ovanstående verksamhetsområdens bransch- eller 
arbetsgivarorganisationer anställda personer i ledande ställning. 
Med verksamma avses både anställda och de som bedriver egen verksamhet inom det angivna 
verksamhetsområdet